# Serranus

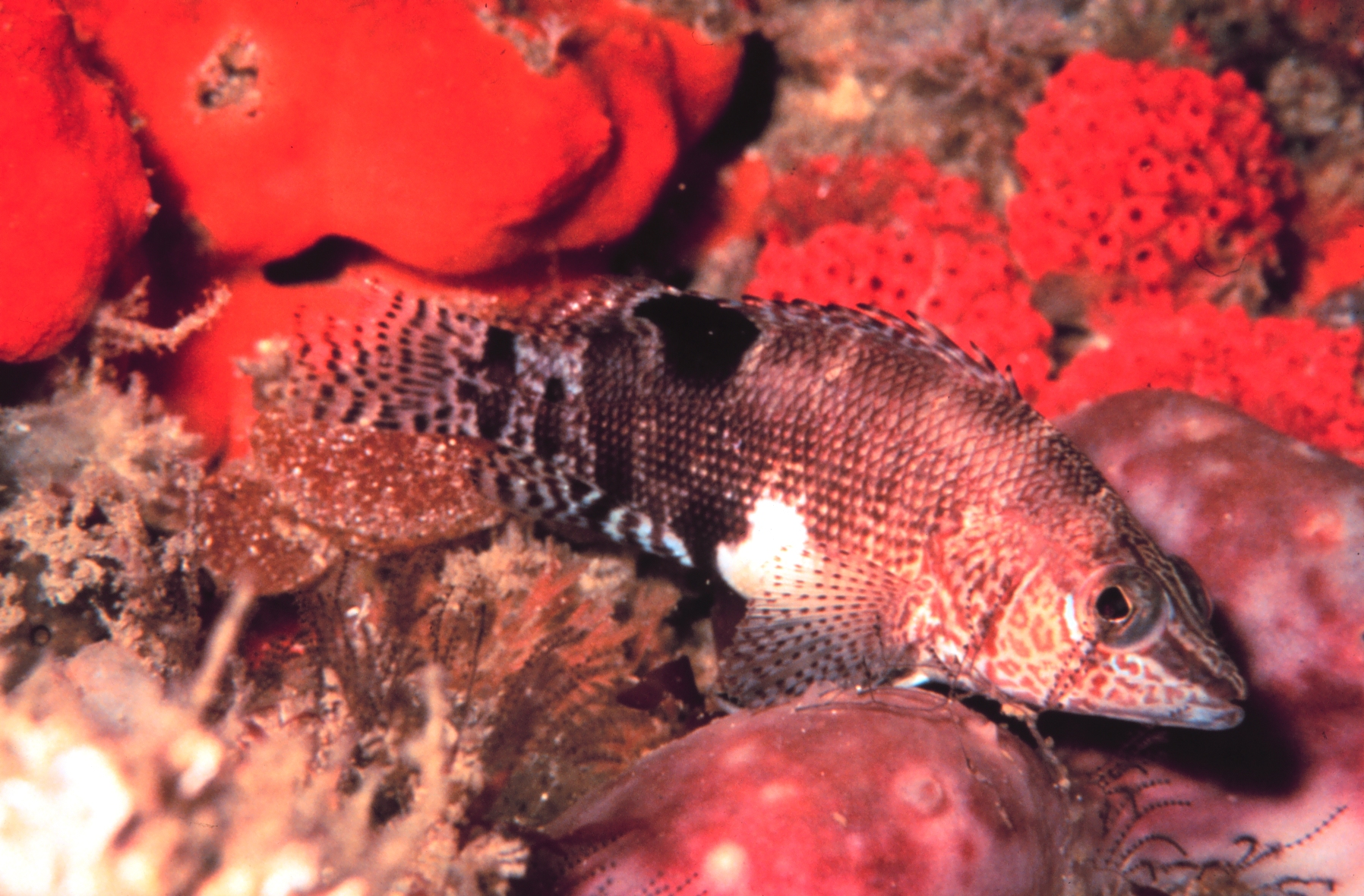
Serranus subligarius

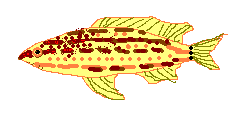
Serranus baldwini

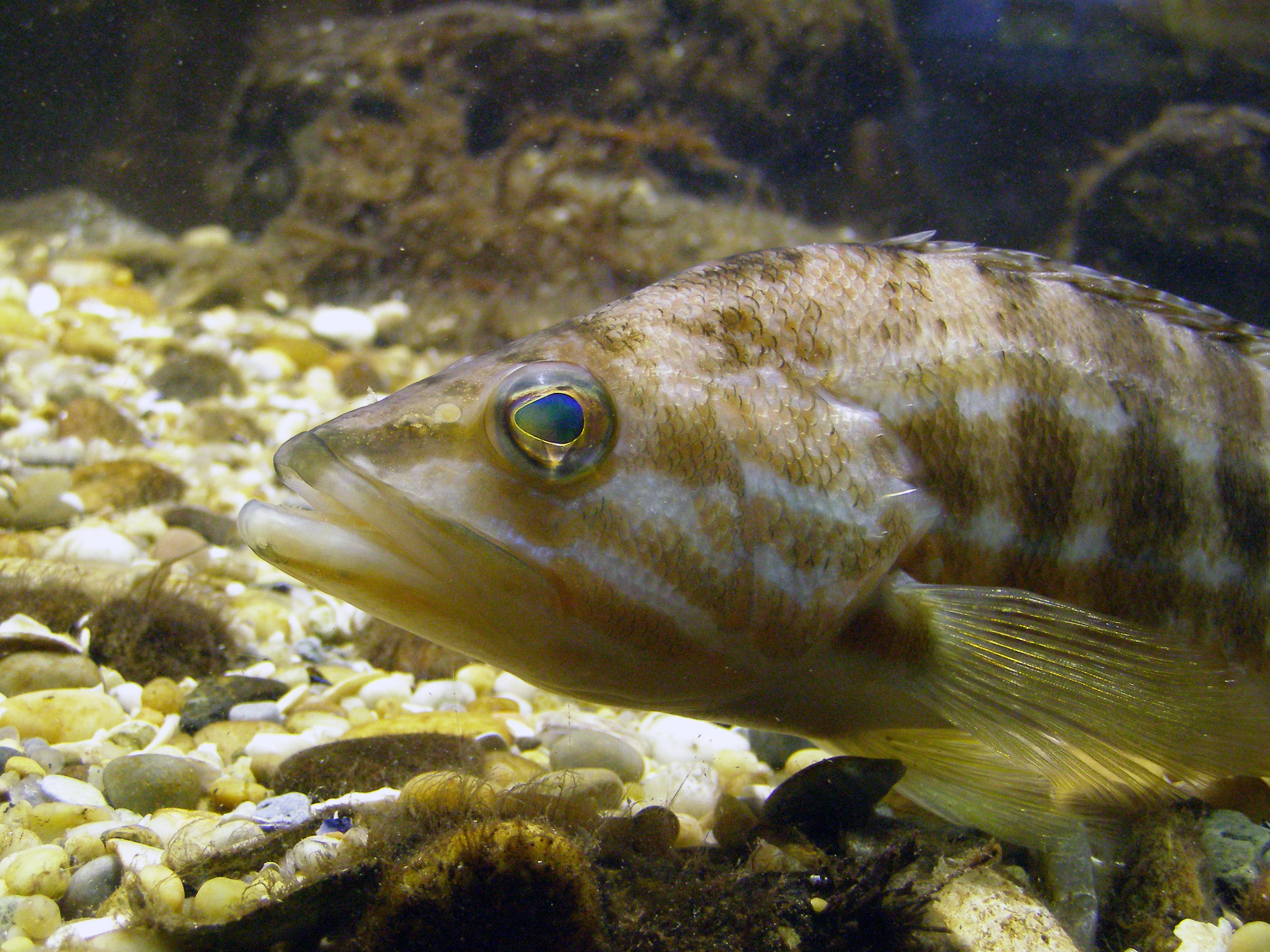
Serranus scriba

Serranus és un gènere de peixos de la família dels serrànids i de l'ordre dels perciformes.

## Taxonomia
- Serranus accraensis (Norman, 1931)[2]
- Serranus aequidens (Gilbert, 1890)[3]
- Serranus africanus (Cadenat, 1960)[4]
- Serranus annularis (Günther, 1880)[5]
- Serranus atricauda (Günther, 1874)[6]
- Serranus atrobranchus (Cuvier, 1829)[7]
- Serranus baldwini (Evermann & Marsh, 1899)[8]
- Serranus cabrilla (Linnaeus, 1758)[9]
- Serranus chionaraia (Robins & Starck, 1961)[10]
- Serranus flaviventris (Cuvier, 1829)[7]
- Serranus hepatus (Linnaeus, 1758)[9]
- Serranus heterurus (Cadenat, 1937)[11]
- Serranus huascarii (Steindachner, 1900)[12]
- Serranus luciopercanus (Poey, 1852)[13]
- Serranus maytagi (Robins & Starck, 1961)[10]
- Serranus notospilus (Longley, 1935)[14]
- Serranus novemcinctus (Kner, 1864)[15]
- Serranus phoebe (Poey, 1851)[16]
- Serranus psittacinus (Valenciennes, 1846)[17]
- Serranus sanctaehelenae (Boulenger, 1895)[18]
- Serranus scriba (Linnaeus, 1758)[9]
- Serranus socorroensis (Allen & Robertson, 1992)[19]
- Serranus stilbostigma (Jordan & Bollman, 1890)[20]
- Serranus subligarius (Cope, 1870)[21]
- Serranus tabacarius (Cuvier, 1829)[7]
- Serranus tigrinus (Bloch, 1790)[22]
- Serranus tortugarum (Longley, 1935)[14][23][24][25][26][27][28]